# Papp Diána
Papp Diána (Budapest, 1976 –) magyar író, újságíró.

## Életpályája
A ráckevei Ady Endre Gimnáziumban tett érettségi vizsgát, diplomáját az ELTE Tanárképző Főiskolai Karán (ELTE-TFK) magyar–német szakon szerezte. A Népszavánál kezdte újságírói karrierjét 1999-ben, később több női magazin munkatársa is volt, dolgozott a TV2 sajtóosztályán, majd a JOY vezető szerkesztőjének nevezték ki. 2008 márciusa óta a Nők Lapja vezető szerkesztője, a lap rendszeresen közli cikkeit és publicisztikáit. Első regénye 2012 májusában jelent meg Szerdán habcsók címmel.

## Könyvei
- Szerdán habcsók; XXI. Század, Bp., 2012
- Bodza Bisztró; XXI. Század, Bp., 2012, ISBN 9786155247040
- Kerek perec; XXI. Század, Bp., 2013 ISBN 9789630862349
- Téli fagyi; XXI. Század, Bp., 2013 ISBN 9786155373343
- Jóságszalon; Bookline–Libri, Bp., 2015
- Mézeshét Motel; Erawan, Bp., 2018 (Fejős Éva könyvtára)
- Most élsz; Álomgyár, Bp., 2019